# ییندریخوف (ناحیه پرروف)
ییندریخوف (به چکی: Jindřichov) یک منطقهٔ مسکونی در جمهوری چک است که در ناحیه پرروف واقع شده‌است. ییندریخوف ۱۶٫۴۴ کیلومتر مربع مساحت و ۴۸۵ نفر جمعیت دارد و ۴۱۸ متر بالاتر از سطح دریا واقع شده‌است.